# Нэймэнгу жибао
«Нэймэнгу жибао» (кит. упр. 内蒙古日报, пиньинь Nèi Měnggǔ Rìbào, монг. Өвөр Монголын өдрийн сонин) — главная газета автономного района Внутренняя Монголия (КНР). Орган Коммунистической партии Китая. Выходит ежедневно с 1 января 1948 года. Имеет два издания — на китайском и монгольском языках. Издавалась сначала в Чифэне, затем в Чжанцзякоу, потом редакция переехала в Хух-Хото. Монгольский текст газеты печатается монгольским вертикальным письмом. В конце 1950-х годов вместо монгольского вертикального письма в газете использовалась кириллица.